# Rarotonga

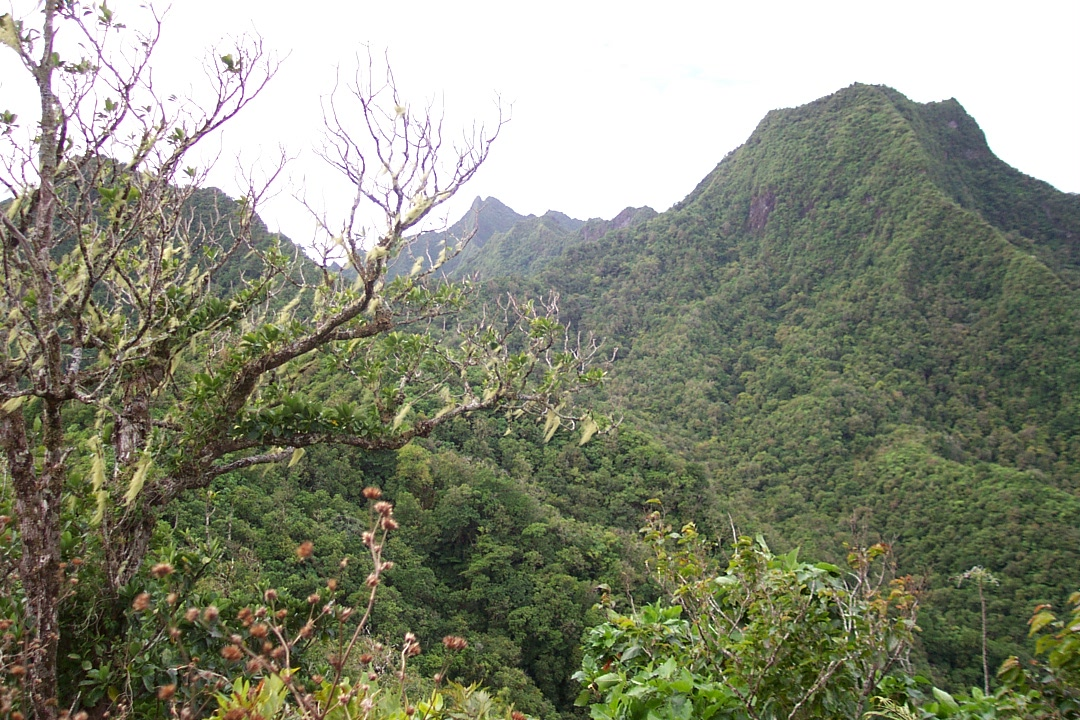
Interior de Rarotonga

Rarotonga es una  isla volcánica de 67,39 km² en el Pacífico Sur, que es la más grande y más poblada del archipiélago de las Islas Cook (Nueva Zelanda) que contaba con 14 153 habitantes en 2006 y en la que está la capital del país, Avarua.

## Geografía
La isla se encuentra aproximadamente en las coordenadas geográficas 21°0′S 160°0′O / -21.000, -160.000. Alberga los edificios del parlamento de las Islas Cook y el Aeropuerto Internacional de Rarotonga. Debido a que Rarotonga es la isla más poblada, en ocasiones se habla de los isleños como rarotonganos, aunque pueden provenir de alguna de las otras 15 islas, como Aitutaki o Mangaia.
Rarotonga se eleva 4500 metros desde el fondo oceánico. El perímetro de la isla mide unos 32 km. A una distancia de aproximadamente 4000 metros de profundidad, el volcán tiene cerca de 50 km de diámetro. El punto de la isla a mayor elevación sobre el nivel del mar se encuentra a 658 metros.

## Demografía
En 2006, la isla tenía 14 153 habitantes. El principal núcleo de población de la isla, conocido como Avarua, es el centro administrativo de las Islas Cook, que además cuenta con un aeropuerto internacional.
El idioma rarotongano se originó en esta isla, motivo del nombre de esta lengua.

## Economía
Se da el cultivo de árboles y plantas frutales, sobre todo limones, piñas tropicales, cocos, papayas, y plátanos, y otros cultivos como café, taro, batata, y guisantes. El turismo provee casi la mitad del PIB en las Islas Cook que fueron anfitrionas de 7 turistas por cada isleño en 1998, llegando la mayoría a la isla de Rarotonga. Esto hace que las Islas Cook sean el sexto territorio con más influencia turística en el mundo con un Índice de Saturación Turística de 3,36. Por lo tanto, hay cerca de 40 hoteles repartidos por toda la isla. La isla también es importante por la venta de perlas y su cultivo.